# 歯肉弁根尖側移動術
歯肉弁根尖側移動術（しにくべんこんせんそくいどうじゅつ）とは、歯周外科処置のうちの一つである。付着歯肉が狭い場合、または深い歯周ポケットがあり歯肉歯槽粘膜境を超えている場合に付着歯肉の増加およびポケットの除去を目的としている。術後は歯根が露出するため知覚過敏や二次う蝕がおきやすいので、十分なプラークコントロールが必要とされる。また根露出のため審美的に劣る。

## 適応症
- 歯周ポケットが深く、歯肉歯槽粘膜境を超えている場合[1]。
- 付着歯肉を得るために根尖側に歯肉弁を移動させることが可能な症例
- 歯周ポケットが浅くても、付着歯肉の幅を必要とする場合。

## 術式
内斜切開をくわえ、次に縦切開を行い、歯肉歯槽粘膜移動部を超えて歯槽粘膜まで歯肉の剥離を行う。歯周ポケットを切除し、スケーリング・ルートプレーニング後、骨縁下ポケットの掻爬を行う。骨縁を覆うことが可能な位置まで歯肉を根端側に押し下げる。切創面を骨面に密着させる縫合を行う。